# Тонгба
Тонгба (неп. तोङवा) — алкогольний напій на основі пшона, який споживають у східних гірських регіонах Непалу, а також сусідніх Дарджилінгу та Сіккімі. Це традиційний місцевий напій народу Лімбу в східному Непалі. Легкоалькогольний напій є свого роду різновидом пива на основі пшона.

## Приготування
Тонгбою називається посуд в якому зберігають ферментований алкогольний напій, який ще називають Чаанг (Джаанг), але насправді напій Чаанг може виготовлятися з більш різноманітного набору злаків і подаватися в інший спосіб. Зазвичай і посуд і напій називають тонгбою. Напій готують із цільнозернового ферментованого пшона. Приготоване пшоно охолоджують і змішують із мурча (що є джерелом цвілі, бактерій і дріжджів). Всю цю масу зберігають у дерев'яному бамбуковому кошику, вкритому в зелене листя або пластик і покривають товстим шаром тканини і зберігають у теплому місці протягом 1–2 днів в залежності від температури. Потім цю солодку масу тісно закривають у іншу посудину в якій немає доступу повітря. Після 7–15 днів, що залежить від температури, ферментація закінчується і готова маса перетворюється на тонгбу. 
Час, на який тонгбу залишають у спокої в горщику після завершення ферментації, дозволяє їй дозрівати. Під час дозрівання аромат і смак стають інтенсивнішими і м'якішими. Традиційно його зберігають строком до шести місяців. 
Напій споживають в унікальний спосіб: ферментоване просо поміщають в посудину, яка також традиційно називається тонгба, і заливають гарячим окропом по самі вінця. Напій залишають стояти приблизно п'ять хвилин. Постоявши п'ять хвилин він готовий до вживання. Для пиття використовують тонку бамбукову соломинку із глухим перфорованим кінцем, що діє як фільтр, через яку п'ють теплу воду і алкоголь, що міститься в зернах проса. Гарячу воду по мірі випивання можна додавати декілька разів, доки весь алкоголь не вийде із зерен.

## Етимологія
Згідно легенді, слово тонгба походить від мови кіранті. Приблизний переклад є таким:
- То — Соломинка, зроблена із бамбука. Може означати на мові кірат, що напій смокчуть (То/Ту) через соломинку коли п'ють
- Нг — бамбукова чашка або горщик, що називається непальською мовою Дху нгро
- Ба — Саба/Сабу/шаба — алкогольний напій із пшона.